# ゴメスパラシオ
ゴメス・パラシオ（Gómez Palacio）はメキシコの都市。ドゥランゴ州に属しコアウイラ州との州境近くに位置する。メキシコ高原の中北部に位置している。人口は約30万人（2005年）。
国道40号線と49号線の合流地点近くに位置している。南東約5キロにトレオンが位置しており、ゴメス・パラシオと並んでこの地域の中心都市となっている。
街の名称は、ベニート・フアレス政権時代に大臣もつとめたフランシスコ・ゴメス・パラシオにちなんだものである。